# Salomón Lerner Ghitis
Salomón Lerner Ghitis (ur. 4 lutego 1946 w Limie) – peruwiański polityk, premier Peru od 28 lipca do 11 grudnia 2011.

## Życiorys
Salomón Lerner Ghitis ma żydowskie pochodzenie. W latach 1962–1967 studiował inżynierię przemysłową na Państwowej Politechnice Peruwiańskiej. W 1969 ukończył Instituto Tecnológico y de Estudios Superiores de Monterrey w Monterrey, a w 1989 Instytut Technologii Technion w Hajfie.
W czasie rządów Juana Velasco Alvarado pełnił funkcję dyrektora Państwowego Zakładu Handlu Mąką i Olejem Rybnym (EPCHAP).
W 1997 zajmował stanowisko prezesa CPN Radio, a od września 1997 do maja 1998 wchodził w skład zarządu telewizji Frecuencia Latina. W latach 90. XX w. pełnił również funkcję dyrektora banków Banco del Progreso oraz NBK Bank. Z drugiego z nich odszedł w czasie kryzysu, w lipcu 2000.
W 2001 został koordynatorem obywatelskiego stowarzyszenia Asociación Civil Transparencia, przez co w czasie wyborów powszechnym w 2001 pełnił funkcję obserwatora. Wchodził również w skład redakcji dziennika „La República”. W czasie prezydentury Alejandro Toledo był prezesem Korporacji Rozwoju Finansowego (Corporación Financiera de Desarrollo, Cofide).
W ciągu kariery zawodowej pełnił także funkcje prezesa Korporacji Bawełnianej Peru (Corporación Algodonera del Perú), Instytutu Rozwoju Gospodarczego i Społecznego (Desarrollo Económico y Social) oraz członka Kapituły Inżynierów Przemysłowych Kolegium Inżynierów Peru.
21 lipca 2011 prezydent elekt Ollanta Humala ogłosił wybór Lernera Ghitisa na stanowisko przyszłego premiera Peru. Wraz z pozostałymi członkami rządu, został on zaprzysiężony 28 lipca 2011, w dniu inauguracji prezydentury Humali.
Funkcję szefa rządu pełnił do grudnia 2011. 10 grudnia 2011 złożył dymisję na ręce prezydenta. Jego rezygnacja nastąpiła kilka dni po wprowadzeniu przez prezydenta stanu wyjątkowego z powodu protestów społecznych przeciwko budowie kopalni złota i miedzi w regionie Cajamarca. Mieszkańcy sprzeciwiali się zagranicznej inwestycji, obawiając się zanieczyszczenia środowiska i skażenia zasobów wodnych. Premier, pomimo prowadzenia rozmów z mieszkańcami regionu, nie osiągnął porozumienia w tej sprawie. Na stanowisku 11 grudnia 2011 zastąpił go minister spraw wewnętrznych Oscar Valdés.